# 丸尾圭祐
丸尾 圭祐（まるお けいすけ、1982年〈昭和57年〉4月19日 - ）は、日本の政治家。立憲民主党所属の衆議院議員（1期）。

## 来歴
福岡県福岡市西区能古島生まれ。福岡県立城南高等学校、九州大学を卒業し、東京大学大学院修了（公共政策学修士）。政策秘書試験に合格し、2011年より12年間田嶋要衆議院議員の政策担当秘書として国会で勤務。その後野田国義参議院議員の公設第二秘書を務める。
2023年9月、立憲民主党福岡県連は次期総選挙となる第50回衆議院議員総選挙において福岡県第1区に丸尾を擁立することを決めた。
その後、2024年の衆議院解散を受けて、同年10月27日に執行される第50回衆議院議員総選挙では立憲民主党公認で福岡県第1区から立候補。選挙区では自由民主党公認の前職候補・井上貴博に敗れ、重複立候補していた比例九州ブロックは立憲民主党が4議席を獲得し、名簿登載順位1位の候補者のうち、惜敗率が次点（78.6%）となり、落選。
2025年8月3日、比例九州ブロック選出の堤かなめが大野城市長選挙の立候補準備のため議員辞職。これに伴い中央選挙管理会は8月20日に開催した選挙会にて、欠員補充として比例九州ブロックから次点者の丸尾の繰上当選を決定した。

## 選挙歴
| 当落 | 選挙                   | 執行日         | 年齢 | 選挙区      | 政党       | 得票数    | 得票率 | 定数 | 得票順位 /候補者数 | 政党内比例順位 /政党当選者数 |
| ---- | ---------------------- | -------------- | ---- | ----------- | ---------- | --------- | ------ | ---- | ------------------ | ---------------------------- |
| 落   | 第50回衆議院議員総選挙 | 2024年10月27日 | 42   | 福岡県第1区 | 立憲民主党 | 5万5343票 | 27.65% | 1    | 2/6                | 5/4                          |